# Den Skeuden ou le Faux Fuyant
 (octobre 2014).
Si vous disposez d'ouvrages ou d'articles de référence ou si vous connaissez des sites web de qualité traitant du thème abordé ici, merci de compléter l'article en donnant les références utiles à sa vérifiabilité et en les liant à la section « Notes et références ».
Den Skeuden ou le Faux Fuyant est un court métrage français de Patrick Le Gall, sélectionné au Festival de Grenoble 1974.

## Synopsis
Film d'« inconscience fiction », il est interprété par Daniel Jégou, filmé par Yves Lafaye, monté par Brigitte Sousselier, et raconte l'impossible évasion d'un jeune homme prisonnier de ses obsessions.

## Fiche technique
- Titre : Den Skeuden ou le faux fuyant
- Réalisation et scénario : Patrick Le Gall
- Chef-opérateur, Directeur de la photographie : Yves Lafaye
- Montage : Brigitte Sousselier
- Avec : Daniel Jégou
- Production : Le G.R.E.C. (Groupe de recherches et d'essais cinématographiques)
- Pays d'origine :  France
- Genre : court métrage
- Durée : 13 minutes
- Date de sortie : 1974